# 윤동
김윤동(1995년 2월 19일 ~ )는 예명 윤동으로 잘 알려진 대한민국의 가수이다.

## 약력
2014년에 헤일로의 멤버로 데뷔하였으나 2019년 해체하였다. 같은 해, 《PRODUCE 101 JAPAN》에 참가하였으나 도중에 하차하였다.
2020년, 오르빗의 멤버로 데뷔하였다.